# Sarah Jane Morris
Sarah Jane Morris est une actrice américaine née le 12 avril 1977 à Memphis (Tennessee). Elle est notamment connue pour son rôle de Julia Walker dans la série Brothers and Sisters.

## Biographie
Sarah est née à Memphis. Elle est la fille de Walker Morris, un pilote de ligne, et de Janie Morris, une travailleuse sociale. Elle est la plus jeune de quatre frères et sœurs.
Sarah est diplômée de l'école privée pour filles Hutchison à Memphis.

Elle est allée à la Southern Methodist University de Dallas, au Texas, où elle a rencontré son futur mari, Ned Brower. 
Ils se sont mariés le 19 février 2005 et ont eu leur premier enfant ensemble, Emmett Andrew, né le 24 janvier 2010.
Après l'université, Sarah a déménagé à Los Angeles pour poursuivre une carrière d'actrice. En 2006, elle obtient le rôle de Julia Walker dans la série Brothers and Sisters.

## Filmographie

### Films
- 2000 : Coyote Girls (Coyote Ugly) : Fille à la surprise party
- 2005 : Underclassman : Jamie (non créditée)
- 2007 : Look : Courtney
- 2008 : Sept vies (Seven Pounds) : Susan
- 2009 : Seeds (court-métrage) : Vivian
- 2010 : 6 Month Rule : Beth
- 2012 : Eden (court-métrage) : Sarah Whitaker

### Télévision
- 2001 : Boston Public : Sally Barnes (saison 1, épisodes 15 et 19)
- 2001 : Murder in Small Town X (en) : Abigail « Abby » Flint
- 2001 : Les Années campus (Undeclared) : Jana (saison 1, épisodes 7 et 8)
- 2001 : Dark Angel : Ralph (saison 2, épisode 2)
- 2001 : Undressed : Paula (saison 4)
- 2001-2002 : Felicity : Zoe Webb (saison 4, 8 épisodes)
- 2002 : First Monday : Brittany Kant (saison 1, épisode 2)
- 2003 : Ed : Stacie (saison 3, épisode 22)
- 2005 : Cold Case : Affaires classées : Amy Lind (saison 3, épisode 7)
- 2006 : Windfall : Des dollars tombés du ciel (Windfall) : Zoe Reida (saison 1, épisodes 1 et 2)
- 2006–2009 : Brothers and Sisters : Julia Walker (saisons 1 à 4)
- 2008 : New York, section criminelle : Marla Reynolds (saison 7, épisode 15)
- 2009 : Ghost Whisperer : Sans tête (saison 5, épisode 6) : Caroline Mayhew
- 2011 : The Odds (téléfilm) : Jenny LaSalley
- 2011 : NCIS : Enquêtes spéciales : Agent Spécial E.J. Barrett (saison 8, épisodes 17, 18, 20,21,23, 24 et saison 9, épisodes 1 et 12)
- 2012 : Castle : Il était une fois un crime (saison 4, épisode 17) : Leslie Morgan
- 2012 : Karyn l'obstinée (Willed to Kill) (téléfilm) : Karyn Mitchell
- 2013 : Body of Proof : Blackout (saison 3, épisode 11) : Pamela Jacks
- 2014 : Esprits criminels : Les Héritiers de Salem (saison 9, épisode 6) : Yvone Carpenter
- 2015 : Hawaii 5-0 : Poina 'ole (saison 5, épisode 12) : Dr Christine Dupont
- 2016 : Grey's Anatomy : Au centre de l'attention (saison 12, épisode 13) : Emily Vaughn